# Things We Lost in the Fire
Things We Lost in the Fire (bra: Coisas Que Perdemos pelo Caminho; prt: Tudo O Que Perdemos) é um filme franco-norte-americano de 2007, do gênero drama, dirigido por Susanne Bier e protagonizado por Halle Berry.

## Sinopse
Audrey Burke está em choque por uma fatalidade: Brian, seu marido, foi morto brutalmente em um ato de violência, por injustiça, já que Brian não tinha nada a ver com o fato ocorrido. Desesperada para preencher o vazio, ela procura um amigo de infância de seu marido, um advogado agora viciado em drogas. 

## Elenco
- Halle Berry (Audrey Burke)
- Benicio Del Toro (Jerry Sunborne)
- David Duchovny (Brian Burke)
- Alexis Llewellyn (Harper Burke)
- Micah Berry (Dory Burke)
- John Carroll Lynch (Howard Glassman)
- Alison Lohman (Kelly)
- Robin Weigert (Brenda)
- Omar Benson Miller (Neal)
- Paula Newsome (Diane)
- Sarah Dubrovsky (Spring)
- Maureen Thomas (Ginnie Burke)
- Caroline Field (Teresa Haddock)
- James Lafazanos (Arnie)
- Liam James (Primo Dave)
- Quinn Lord (Primo Joel)
- Patricia Harras (Esposa de Howard)

## Recepção da crítica
Things We Lost in the Fire teve recepção geralmente favorável por parte da crítica especializada. Com base de 30 avaliações profissionais, alcançou uma pontuação de 63% no Metacritic
No Rotten Tomatoes tem 65/100 baseado em 128 comentários e o consenso foi que:"Coisas que perdemos no fogo é uma reflexão bem-atuada e lindamente filmada sobre amor, perda, vício e recuperação dos obstáculos da vida"